# California City (Film)
California City ist ein amerikanisch-deutscher Dokumentarfilm mit fiktionalen Elementen von Bastian Günther aus dem Jahr 2014.
Der Film begleitet einen Mann auf dem Weg durch California City im Antelope Valley, in der kalifornischen Mojave-Wüste. Die 1965 gegründete Planstadt ist nach der Immobilienkrise zu einer Geistersiedlung geworden.
California City war für den Preis der deutschen Filmkritik 2016 als „Bester Dokumentarfilm“ nominiert und in der Vorauswahl des Deutschen Filmpreises 2016 als „Bester Spielfilm“.

## Kritiken
„Die deutsche Regiehoffnung Bastian Günther hält das Leben in einer US-Geisterstadt fest: In "California City" kombiniert er Dokumentation und Drama zu einem surrealen Happening.“

„Die Ausläufer des ewigen US-amerikanischen Traums verlieren sich in Bastian Günthers Film nach und nach leise im kalifornischen Wüstensand.“